# 關東鐵道KiHa 5010型柴聯車
關東鐵道KiHa 5010型柴聯車（日语：／ Kantō Tetsudō Kiha 5010-gata kidōsha）是關東鐵道常總線使用的通勤型柴聯車。
本型車是為了替代由國鐵KiHa 30系柴聯車改裝成可一人控制的關東鐵道KiHa 100型柴聯車，而由新潟運輸系統在2017年製造的新型車輛，並於同年的2月25日投入使用。車體採用白色作為塗裝，並搭配著象徵鬼怒川與小貝川的藍色條紋、代表稻穗的黃色條紋與象徵新綠的筑波山標誌，成為本型車的特徵之一。